# KCN 가요열전
《KCN 가요열전》은 2015년부터 KCN금강방송에서 방송되고 있는 대한민국의 노래 경연 프로그램이다.